# Valea Scurtă, Covasna
Valea Scurtă (maghiară Kurtapatak) este un sat în comuna Estelnic din județul Covasna, Transilvania, România. Se află în partea de nord-est a județului, în Depresiunea Târgu Secuiesc, la poalele Munților Ciucului.